# Microclysia gemeloides
Microclysia gemeloides är en fjärilsart som beskrevs av Paul Dognin 1894. Microclysia gemeloides ingår i släktet Microclysia och familjen mätare. Inga underarter finns listade i Catalogue of Life.